# محسن حباشة
محسن حباشة (25 يناير 1942 - 4 يناير 2025)، هو لاعب كرة قدم تونسي لعب كمدافع لنادي النجم الرياضي الساحلي ونادي أجاكسيو ووالمنتخب التونسي.

## وفاته
توفي صباح يوم السبت 4 يناير 2025 عن سن تناهز 83 سنة. أقيمت الجنازة يوم السبت بعد صلاة العصر بمقبرة السويس.

## روابط خارجية
محسن حباشة على موقع قاعدة بيانات كرة القدم.إي يو (الإنجليزية)
- محسن حباشة على موقع عالم كرة القدم.نت (الإنجليزية)